# Conservatorium Haarlem
Das Conservatorium Haarlem (auch Music Academy Haarlem) ist eines der neun Konservatorien in den Niederlanden und eine Teilschule der Hogeschool Inholland.

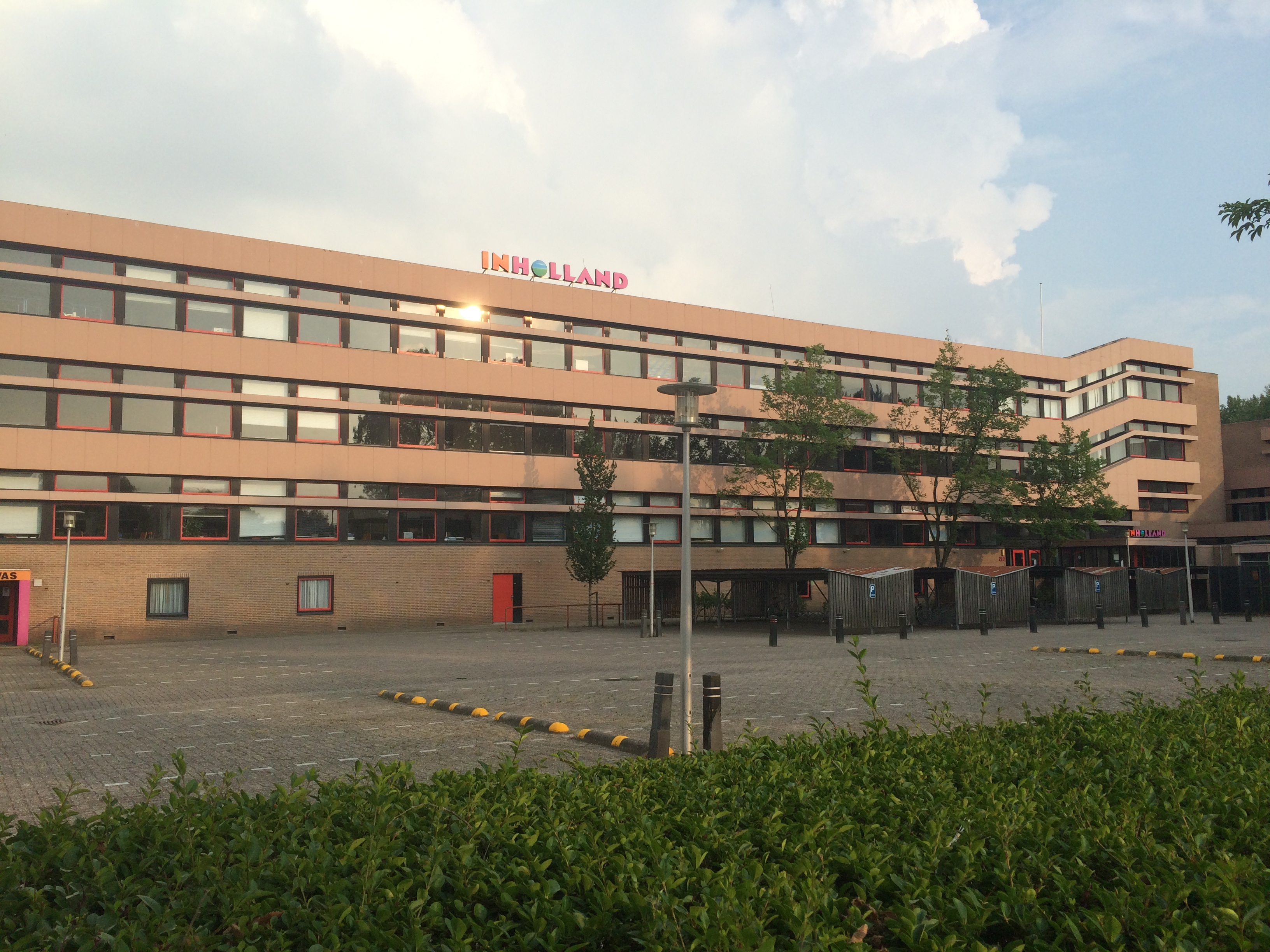
Conservatorium Haarlem

Nach den ersten Jahren als Musikpädagogische Akademie in Alkmaar wurde das Institut 1985 zum Konservatorium umgestaltet. 2004 wurde entschieden, die Abteilung Klassische Musik zu schließen. 2010 zog das Konservatorium nach Haarlem, wo es eine größere und bessere Ausstattung für ein Konservatorium gab. Heute gibt es folgende Ausbildungsrichtungen: E-Musiker, Pop-/Studiomusiker, Musical und Musikpädagogik.